# نقص چرخه اوره
نقائص چرخه اوره Urea cycle disorder گروهی از اختلالات ژنتیکی هستند که به علت نقص آنزیم‌های دخیل در چرخه اوره بروز می‌کنند.
این گروه از شایعترین خطاهای ارثی متابولیسم هستند (با بروز تجمعی یک مورد در هر هشت هزار تولد زنده) و در همه سنین بروز می‌کنند. با وجودیکه تشخیص آن‌ها آسان است، اغلب اوقات تشخیص داده نمی‌شوند و اصولاً قابل درمان هستند.

## بیوشیمی
آمونیاک تولید شده از متابولیسم اسیدهای آمینه اساساً از طریق تبدیل آن به اوره در کبد متابولیزه می‌شود. آنزیمی که به‌طور اولیه اتصال آمونیاک و بی کربنات را انجام می‌دهد کاربامیل فسفات سنتاز یک است که خود توسط آنزیم ان استیل گلوتامات سنتاز تشکیل می‌گردد و بایستی توسط ان استیل گلوتامات فعال شود. سپس کاربامیل فسفات تشکیل شده به وسیلهٔ یک مولکول ناقل بنام آنزیم اورنیتین ترانس کاربامیلاز به اورنیتین متصل می‌شود. سیترولین تشکیل شده در نتیجه این فرایند، در مرحله بعدی به خارج از میتوکندری حمل شده و توسط آنزیم آرژنینو سوکسینات سنتاز به آسپارتات وصل می‌گردد. آرژنینو سوکسینات حاصله به وسیلهٔ آنزیم آرژنینو سوکسینات لیاز به فومارات و آرژنین شکسته می‌شود که
آرژنین آن به نوبه خود توسط آنزیم آرژیناز به اورنیتین و اوره هیدرولیز می‌گردد. سرانجام اوره به عنوان ناقل دو ازت باقی‌مانده در ادرار دفع می‌شود. اورنیتین به وسیلهٔ اورنیتین ترانسپورتر به میتوکندری برمی گردد و بدین ترتیب چرخه اوره تکمیل می‌شود. متابولیسم کبدی آمونیاک (با ظرفیت کم) به‌طور اضافی به وسیلهٔ عمل آنزیم گلوتامین سنتاز در نواحی اطراف وریدی لبول کبدی صورت می‌گیرد. این آنزیم یک گروه آمینو به گلوتامات می‌افزاید، بنابراین به گلوتامین عملکرد بافری می‌دهد. افزایش غلظت گلوتامین در پلاسما (میزان طبیعی آن کمتر از ۷۰۰ میکرومول در لیتر است) حساسترین شاخص ناکافی بودن تولید اوره می‌باشد. بای پس کبد (مثلاً در صورت بازبودن مجرای وریدی در نوزاد) با تشکیل ناکافی اوره و گلوتامین موجب  افزایش آمونیاک خون می‌گردد. خوردن ناکافی آرژنین (مثلاً در جریان تغذیه
وریدی) یا نقائص انتقال اسیدهای آمینه دی بازیک نیز موجب کمبود اورنیتین داخل میتوکندری، تجمع کاربامیل فسفات و افزایش آمونیاک خون می‌شود.

## علائم بالینی
- زمان تولد: طبیعی.
- دوره نوزادی: پس از یک دوره کوتاه بدون علامت، علائم سریعاً پیشرونده در عرض چند روز اول زندگی ظاهر می‌شود که شامل خواب آلودگی، کاهش تغذیه، هیپرونتیلاسیون، تشنج، آسیب مغزی پیشرونده با اغمای عمیق، بی‌ثباتی درجه حرارت، از دست رفتن رفلکس‌های نوزادی و خونریزی داخل جمجمه ناشی از نقص انعقادی می‌باشند.
- دوران شیرخوارگی و کودکی: اختلال رشد جسمانی، مشکلات تغذیه‌ای، استفراغ، علائم عصبی مزمن، آسیب مغزی حمله‌ای با بروز خواب آلودگی، عدم تعادل و تشنج.
- دوران نوجوانی و بزرگسالی: علائم عصبی یا روانی مزمن، مشکلات رفتاری، حملات عدم تشخیص موقعیت، خواب آلودگی، سایکوز و آسیب مغزی راجعه که معمولاً با مصرف پروتئین زیاد، وضعیتهای کاتابولیسم یا استرس همراه است.

## درمان در موارد حاد
آمونیاک خون اورژانس‌ترین فاکتور آزمایشگاهی است و افزایش آن یکی از فوری‌ترین اورژانس‌ها در طب متابولیک است که بایستی با شدت و فوریت درمان شود.

## درمان طولانی مدت
- حفظ وضعیت متابولیک بیمار.
- محدودیت مصرف پروتئین: در صورت امکان نیازهای خفیف بیمار را با مصرف پروتئین‌های طبیعی فراهم کنید. در صورت لزوم نیمی از کل میزان پروتئین طبیعی مورد نیاز بیمار را با مخلوطی از اسیدهای آمینه اساسی صناعی جایگزین کنید.
- درموارد نقص اورنیتین ترانس کاربامیلاز یا کاربامیل فسفات سنتاز، روزانه ۱۰۰ تا ۲۰۰میلی گرم و در موارد نقص آرژنینوسوکسینات سنتاز یا لیاز روزانه ۶۰۰ میلی گرم آرژنین به ازای هر کیلوگرم وزن بیمار تجویز نمائید. در کمبودهای شدید اورنیتین ترانس کاربامیلاز یا کاربامیل فسفات سنتاز، راه درمانی دیگر تجویز همان میزان فوق به صورت سیترولین است که گروه آمونیاک اضافی را حذف می‌کند، اما از آرژنین گرانتر بوده و فقط به صورت خوراکی قابل دسترس می‌باشد.
- آمونیاک را با استفاده از ۲۵۰ تا ۴۰۰ میلی گرم بنزوات سدیم یا ۲۵۰ تا ۵۰۰ میلی گرم فنیل بوتیرات سدیم خوراکی به ازای هر کیلوگرم وزن بیمار، حذف کنید.
- ویتامین‌ها و عناصر کمیاب نظیر اسید فولیک (بمیزان ۵۰۰ میکروگرم) را تجویز نمائید.
- در صورتی که کارنیتین پائین باشد، ۳۰ تا ۵۰ میلی گرم کارنیتین به ازای هر کیلوگرم وزن بیمار به او بدهید.
- تجویز ۴ تا ۲۰ گرم لاکتولوز سه بار در روز را مد نظر قرار دهید که در pH اسیدی، به آمونیاک روده متصل می‌شود.
- امتحانات آزمایشگاهی را به‌طور مکرر (بطور اولیه روزانه) انجام داده و برای اجتناب از کاهش شدید پروتئین بیمار، رژیم غذایی او را تطبیق دهید.

## اهداف کلی درمان
- میزان آمونیاک خون کمتر از ۸۰ میکرومول در لیتر (۱۳۵ میکروگرم در صد).
- میزان اسید اوروتیک ادرار کمتر از ۱۰ میلی مول به ازای هر مول کراتیننین (در مورد نواقص آنزیمی پس از مرحله کاربامیل فسفات سنتاز در چرخه اوره).
- میزان گلوتامین خون کمتر از ۸۰۰ تا ۱۰۰۰ میکرومول در لیتر (میزان آن نبایستی در طی درمان با سدیم فنیل بوتیرات خیلی پائین باشد).
- میزان گلیسین خون ۱۰۰ تا ۱۵۰ میکرومول در لیتر (در طی درمان با بنزوات سدیم).
- میزان آرژینین خون ۸۰ تا ۱۵۰ میکرومول در لیتر (اگر خیلی پائین بود، مقدار تجویز آرژنین یا  یترولین را افزایش دهید).
- غلظت همه اسیدهای آمینه اساسی خون بایستی در محدوده طبیعی باشد (بویژه در طی درمان با سدیم فنیل بوتیرات)، بنابراین بایستی به‌طور منظم غلظت آن‌ها آزمایش شود.

## اهداف درمانی ویژه
- میزان ایزولوسین خون بیش از ۲۵ میکرومول در لیتر نشانه مصرف کافی پروتئین است.
- میزان تراونین بیش از ۱۰۰ میکرومول در لیتر (در سال اول زندگی بیش از ۷۰ نشانه مصرف طولانی مدت پروتئین می‌باشد که پس از یک دوره کمبود پروتئین ممکن است در پلاسما بالا باشد.
- در طی درمان با فنیل بوتیرات سدیم یا بنزوات سدیم، پتاسیم سرم بایستی به‌طور منظم بررسی شده و از کاهش غلظت آن در خون جلوگیری شود.
- مایعات بایستی بیش از یک لیتر روزانه مصرف شود.
- انجام برنامه واکسیناسیون معمول به همراه واکسیناسیون علیه بیماری‌های آبله مرغان، آنفلوآنزا و هپاتیت آ پیشنهاد می‌شود.
- عفونتها را به‌طور زودرس حتی به صورت blind با آنتی‌بیوتیک‌ها درمان کنید.
- توجه داشته باشید که در بیمارانی که با بنزوات، فنیل استات یا فنیل بوتیرات درمان می‌شوند، سطوح اسیدهای آمینه اساسی خون بخصوص انواع با زنجیره

جانبی پائین است.

## پیش آگهی
پیش آگهی تکامل مغزی بیمار به ماهیت اولیه افزایش آمونیاک خون به ویژه مدت آن یا تعداد حملات راجعه بستگی دارد.
- نکته یک: در همه بیماران مبتلا به آسیب مغزی با علت نامشخص در هر سنی بایستی بررسی اورژانس آمونیاک خون قسمتی از بررسی‌های اولیه باشد.
- نکته دو: در هر نوزاد یا شیرخوار مبتلا به اغماء، بایستی آمونیاک خون اندازه‌گیری شود، زیرا کمبود آنزیم‌های چرخه اوره منجر به افزایش آمونیاک خون می‌شود که به‌طور کلاسیک با اغمای ناگهانی نوزاد و تصویر بیماری شدید تظاهر می‌کند. خواب آلودگی نوزاد منجر به عدم پاسخ کامل به تحریکات می‌شود، سپس تنفس او متوقف شده و در صورت عدم لوله گذاری در نای و انجام تهویه مصنوعی، مرگ نوزاد رخ می‌دهد. این تصویر بالینی و افزایش آمونیاک خون در ارگانیک اسیدمی و نقائص اکسیداسیون اسیدهای چرب نیز دیده می‌شود.
- نکته سه: در صورت مشاهده غلظت آمونیاک خون بیش از ۱۵۰ میکرومول در لیتر (۲۵۵ میکروگرم در صد) در دوره نوزادی و بیش از ۱۰۰ میکرومول در لیتر (۱۷۰ میکروگرم در صد) در سایر دوره‌های زندگی، بایستی علل افزایش آن مورد بررسی قرار گیرد. علاوه بر این غلظت سرمی بیکربنات، سدیم، کلراید، شکاف آنیونی و کتون‌های ادراری نیز بایستی بررسی شوند. وجود اسیدوز و شکاف آنیونی یا کتوز شدید نشانه افزایش آمونیاک خون ناشی از ارگانیک اسیدوری است که نوع آن به وسیلهٔ بررسی اسیدهای آلی ادرار یا وضعیت آسیل کارنیتین خون تشخیص داده می‌شود. در نقائص اکسیداسیون اسیدهای چرب که با حمله حاد بروز می‌کنند، افزایش آمونیاک با کاهش کتون و گلوکز خون همراه است که احتمال تشخیص سندرم رأی را نیز بالا می‌برد، اما افزایش آمونیاک خون در بیماران بدون ارگانیک اسیدمی به ندرت با اسیدوز همراه است. البته آپنه و هیپوکسی در مبتلایان به نقص چرخه اوره می‌تواند منجر به اسیدوز لاکتیک شود، اما معمولاً این افراد دچار آلکالوز تنفسی می‌شوند. بنابراین در اینگونه موارد، قدم بعدی بررسی کمی غلظت اسیدهای آمینه پلاسما (بررسی آرژنینمی و سیترولینمی) یا ادرار (بررسی آرژنینو سوکسینیک اسیدوری) می‌باشد که در صورت طبیعی بودن آن‌ها بایستی وجود اسید اوروتیک در درار بررسی گردد که در مبتلایان به نقص آنزیم اورنیتین ترانس کاربامیلاز و همچنین در سیترولینمی و آرژنینمی یافت می‌شود. اگر اسید اوروتیک در ادرار نبود، تشخیص بیماری، نقص کاربامیل فسفات سنتاز یا افزایش گذرای آمونیاک خون نوزادی است.